# Hermanas Goggi
Le Hermanas Goggi erano un duo costituito dalle sorelle Loretta e Daniela Goggi, attivo dal 1977 al 1981. Fu interprete di canzoni italo disco.

## Storia
Scaduto il contratto con il produttore e manager Mauro Polito, Loretta Goggi si mette in proprio con la sorella Daniela per un duo artistico. La coppia gira l'Italia con lo spettacolo Go & Go e un singolo disco-music, Domani, che ottiene molto successo.
Nel 1978, le sorelle Goggi assieme a Pippo Franco, Oreste Lionello e tutta la compagnia del Bagaglino, per la regia di Antonello Falqui, realizzano il varietà televisivo Il ribaltone trasmesso sulla Rete 1, in cui cantano la sigla finale Voglia. Il programma vince il premio Rosa d'argento al Festival di Montreux in Svizzera come miglior trasmissione televisiva europea dell'anno e viene pubblicato anche un LP omonimo.
In seguito la coppia Goggi riprende la tournée anche nel resto d'Europa denominandola Hermanas Goggi. In Spagna pubblica l'album Estoy bailando cantado en español (mai pubblicato in Italia) e il singolo Estoy bailando/Una locura, versione spagnola del brano Sto ballando, già inciso precedentemente dalla sola Daniela (anche se a volte le due sorelle si esibiranno insieme anche nella versione in italiano), scritto da Giancarlo Bigazzi, Totò Savio e Luis G. Escolar.
Il brano ottenne un grande ed inaspettato successo nei paesi iberici e specialmente in Spagna e Sud America, dove le sorelle Goggi avevano promosso due spettacoli itineranti Go & Go e Supergoggi, nel periodo 1977-1980, tanto che nel 2009 il duo di Drag queen Shimai ha inciso una cover dance del brano, ritenuta tutt'oggi una cult song per la comunità LGBT dei paesi in lingua ispanica.
Nel 1980, dopo una terza tournée nei paesi latino americani denominata Supergoggi, il duo si sciolse ed entrambe le sorelle continuarono le loro carriere soliste.
L'8 dicembre 2014 hanno pubblicato un CD, remixato da Marco Lazzari e prodotto da Rolando D'Angeli, con i loro più grandi successi in chiave dance, intitolato Hermanas Goggi Remixed.

## Discografia

### Album
- 1978 - Il ribaltone (CGD, 20082)
- 1979 - Estoy bailando cantado en español (Hispavox, S 50 265)
- 2014 - Hermanas Goggi Remixed (Don't Worry Records, Warner Music, Edel, DW103/2014)

### Singoli
- 1977 - Domani/Il professore (CGD, 5408)
- 1978 - Voglia/Sto ballando (CGD, 10110)
- 1979 - Estoy bailando/Una locura (Hyspavox)
- 2014 - Estoy bailando remix (Don't Worry Records)